# Valerio Valeri
Valerio Valeri, italijanski rimskokatoliški duhovnik, škof in kardinal, * 7. november 1883, Santa Fiora, † 22. julij 1963, Rim.

## Življenjepis
21. decembra 1907 je prejel duhovniško posvečenje.
18. oktobra 1927 je bil imenovan za naslovnega nadškofa Efeza in za apostolskega delegata v Egiptu; 28. oktobra istega leta je prejel škofovsko posvečenje.
1. julija 1933 je postal apostolski nuncij v Romuniji in 11. julija 1936 v v Franciji.
Leta 1944 se je vrnil v Rimsko kurijo.
12. januarja 1953 je bil povzdignjen v kardinala in imenovan za kardinal-duhovnika S. Silvestro in Capite.
17. januarja 1953 je postal prefekt Kongregacije za zadeve verujočih.